# Axel Clerget
Axel Clerget (* 28. února 1987 Saint-Dizier, Francie) je francouzský zápasník-judista.

## Sportovní kariéra
Pochází z judistické rodiny. S judem začínal v dětství v rodném Saint-Dizier v klubu Marnaval. Jeho mladší bratr Arthur Clerget se pohybuje v širším výběru francouzské reprezentace.
Ve francouzské seniorské reprezentaci se prosadil v roce 2009 v polostřední váze, ale v dalších letech byl až třetím vzadu za dvojicí Alain Schmitt, Loïc Pietri. V roce 2012 se kvalifikoval na olympijské hry v Lodnýně, ale na olympijské hry nebyl nominován. Od roku 2013 přešel do střední váhy do 90 kg. V roce 2015 změnil klubové působiště, z Marnavalu odešel za lepšími tréninkovými podmínkami do Sucy-en-Brie na předměstí Paříže. V roce 2016 se kvalifikoval na olympijské hry v Riu, ale podobně jako před čtyřmi lety nebyl francouzským olympijským výborem nominován.
Axel Clerget je pravoruký judista–grappler, specializuje se na submisivní techniky (katame waza) z boje na zemi.

### Vítězství
- 2011 - 1x světový pohár (Liverpool)
- 2014 - 1x světový pohár (Casablanca)
- 2015 - 1x světový pohár (Minsk)
- 2016 - 1x světový pohár (Almaty)
- 2017 - 1x světový pohár (Lisabon)

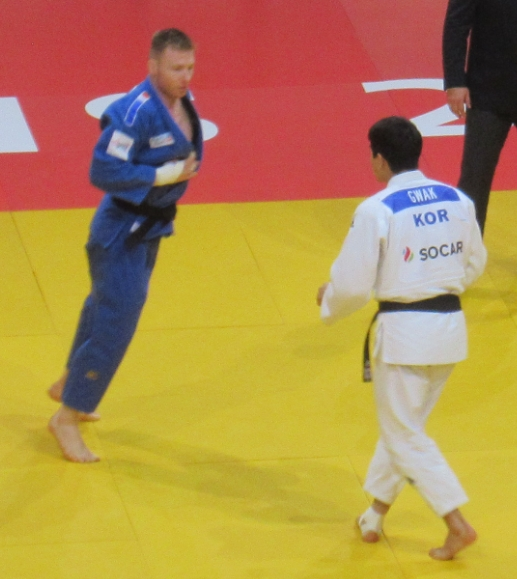
Judo Grand Slam Paris 2018 : Axel Clerget - Gwak Dong-han 2018
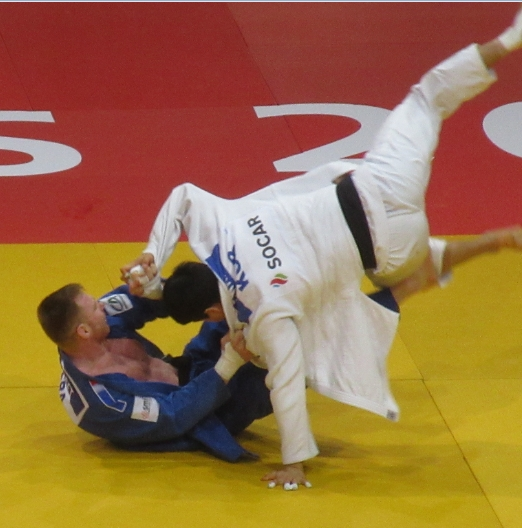
Judo Grand Slam Paris 2018 : Ippon of Axel Clerget

## Výsledky
| Olympijské hry     |     |     |    | —  |    |   |   | —  |   |   |   | —   |    |  |  |  |  |  |  |  |  |  |  |  |  |
| Mistrovství světa  | —   |     | —  |    | 7. | — | — |    | — | — | — |     |    |  |  |  |  |  |  |  |  |  |  |  |  |
| Evropské hry       |     |     |    |    |    |   |   |    |   |   | — |     |    |  |  |  |  |  |  |  |  |  |  |  |  |
| Mistrovství Evropy | —   | —   | —  | —  | 5. | — | — | 7. | — | — | — | úč. | 2. |  |  |  |  |  |  |  |  |  |  |  |  |
| ME do 23 let       | —   | —   | 3. | 3. | 5. |   |   |    |   |   |   |     |    |  |  |  |  |  |  |  |  |  |  |  |  |
| MS juniorů         |     | 3.  |    |    |    |   |   |    |   |   |   |     |    |  |  |  |  |  |  |  |  |  |  |  |  |
| ME juniorů         | úč. | úč. |    |    |    |   |   |    |   |   |   |     |    |  |  |  |  |  |  |  |  |  |  |  |  |